# Marina Dawydowna Ryndsjunskaja
Marina Dawydowna (Matilda Dawidowna) Ryndsjunskaja (russisch Марина Давыдовна (Матильда Давидовна) Рындзюнская; * 25. Dezember 1876jul. / 6. Januar 1877greg. in Petrosawodsk; † 10. Mai 1946 in Moskau) war eine russisch-sowjetische Bildhauerin.

## Leben
Ryndsjunskajas Vater war der Staatsrat (5. Rangklasse) Dawid Antonowitsch Ryndsjunski (1845–nach 1906), der aus einer Wilnaer jüdischen Kaufmannsfamilie stammte. 1892 zog die Familie nach Astrachan um, und Ryndsjunskaja besuchte dort das Maria-Mädchengymnasium. Als der Kunstlehrer des Gymnasiums Pawel Wlassow einen Kunstkreis und dann eine Kunst-Klasse organisierte, nahm Ryndsjunskaja daran teil.
Gemäß dem Rat Pawel Wlassows ging Ryndsjunskaja 1898 nach Moskau und studierte an der Stroganow-Zeichenschule. Nach dem Abschluss 1901 wurde sie in die Moskauer Hochschule für Malerei, Bildhauerei und Architektur aufgenommen, wo sie in die Malerei-Abteilung zu A. J. Archipenko und Leonid Pasternak kam. Bald wechselte sie in das Atelier des Bildhauers Sergei Wolnuchin und befreundete sich mit dem Kommilitonen Stepan Ersja. Auch arbeitete sie in Jelisaweta Swanzewas Studio bei Walentin Serow, Konstantin Korowin und Anna Golubkina.
Nach dem Abschluss des Studiums im Herbst 1910 ging Ryndsjunskaja nach Paris, um dort ein halbes Jahr lang zu leben und zu arbeiten. Sie lernte die Skulpturen Auguste Rodins und Antoine Bourdelles kennen, die sie sehr beeinflussten, und auch die Werke der ägyptischen und östlichen Kunst in den Museen. In Paris wurde für sie ihre erste Ausstellung durchgeführt.
1912 kehrte Ryndsjunskaja nach Moskau zurück und arbeitete als freischaffende Bildhauerin. Ihre Werke präsentierte sie auf den Ausstellungen der Mir Iskusstwa und anderer Kunstvereinigungen. Sie schuf die Porträtskulptur der Ballerina Sofja Fjodorowa (1912) und die Skulpturen Mädchen mit Lamm (1913) und Weinlese (1916). Auch unterrichtete sie Modellieren am privaten Brjuchonenko-Mädchengymnasium.
Nach der Oktoberrevolution beteiligte sich Ryndsjunskaja an der Realisierung des Leninschen Plans der Monumentalpropaganda. Insbesondere schuf sie Denkmäler für Modest Mussorgski für das Moskauer Konservatorium, für Mir ʿAli Schir Nawāʾi und für Abai Qunanbajuly. Auch unterrichtete sie an der Schule Nr. 24, woran sich ihre Schülerin und spätere Historikerin Jewgenija Gutnowa erinnerte. 1925 gehörte sie zu den 11 Bildhauern, die an der großen Ausstellung Vereinigte Kunst im Staatlichen Historischen Museum teilnahmen.
1926 gehörte Ryndsjunskaja mit ihrem Mann Alexander Slatowratski zu den Gründern der  Gesellschaft Russischer Bildhauer (ORS), deren ständiger Sekretär Slatowratski bis zur Auflösung der ORS 1932 war. Das Ziel war die Stärkung der Eigenständigkeit der Bildhauerei neben den anderen Kunstformen. Die Vorstandsadresse war Slatowratskis Atelier in einer Wohnung im Haus Nr. 8 am Bolschoi Kosichinski Pereulok. Die ORS konnte Ausstellungen im Staatlichen Historischen Museum (1926), im Revolutionsmuseum (1927) und im Puschkin-Museum (1929 und 1931) durchführen, die teilweise vom Volkskommissariat für Bildung der RSFSR finanziert worden waren.
1926 erhielt Ryndsjunskaja als eine der Ersten einen Auftrag zur Anfertigung eines Stalin-Porträts. Zunächst formte sie das Porträt nach Fotografien und dann dank der Bekanntschaft mit Nadeschda Allilujewa nach der Person. Die Büste wurde auf der zweiten ORS-Ausstellung 1927 ausgestellt. 1929 nahm Ryndsjunskaja an der Kunst- und Handwerksausstellung der UdSSR in New York, Philadelphia, Boston und Detroit teil.

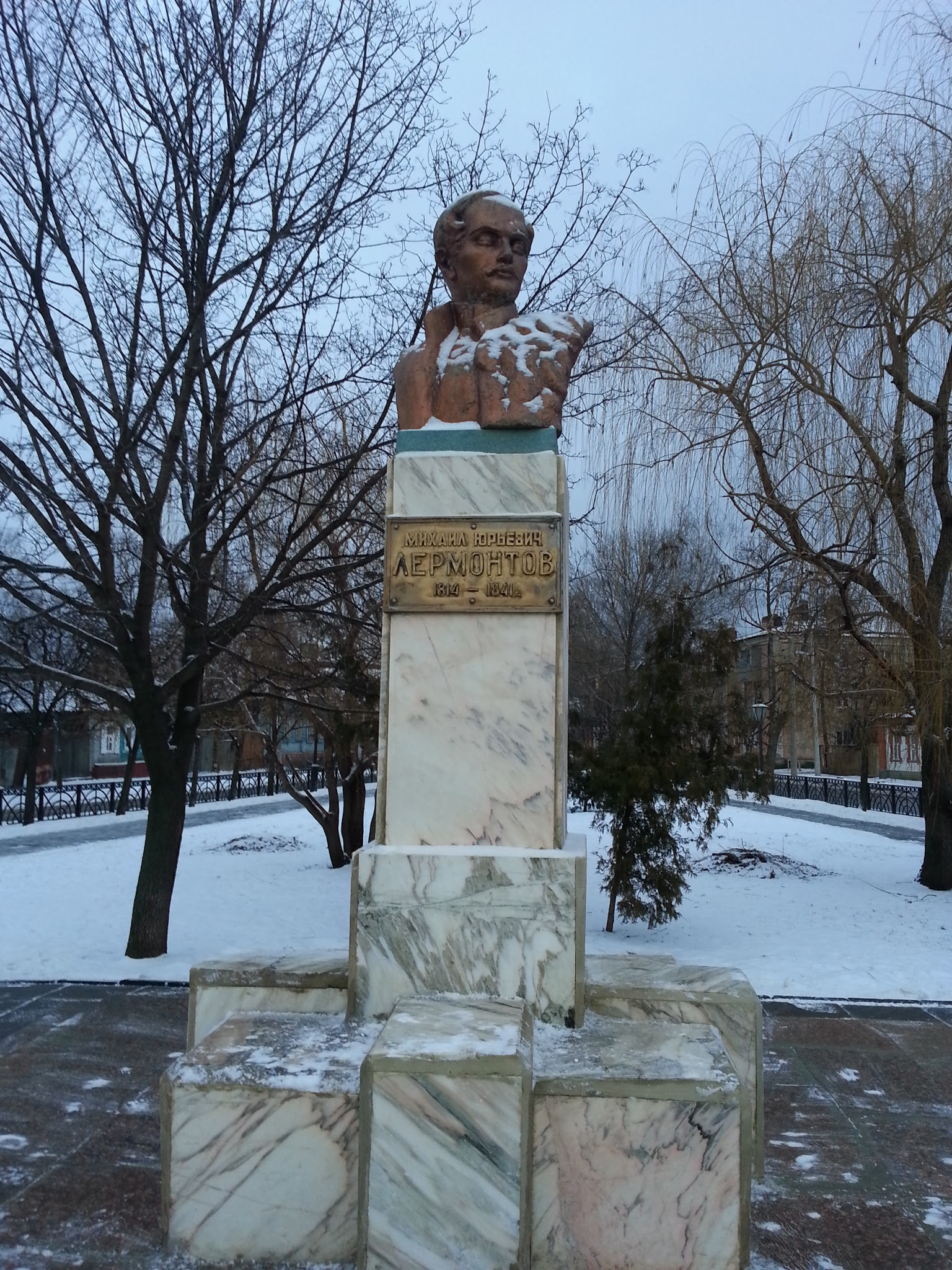
Lermontow-Denkmal, Tambow

1933 führte Ryndsjunskaja im Puschkin-Museum die Ausstellung 15 Jahre Künstler der RSFSR (1917–1932) durch. Sie arbeitete im Moskauer Museum der Völker der UdSSR und fertigte Porträts von Vertretern der Unionsrepubliken an. 1934 reiste sie nach Tadschikistan und schuf eine Reihe von Skulpturen. Für die Puschkin-Ausstellung im Staatlichen Historischen Museum 1937 anlässlich des 100. Todestags Puschkins schuf sie eine Gips-Büste des Lyzeumsschülers Puschkin. 1938 beteiligte sie sich an der Ausstellung Kreativität der Bildhauerinnen mit einer großen Granit-Skulptur Die junge Stachanowka der Baumwollfelder Mamplakat Nachangowa, die sie dann auf der Allrussischen Kunstausstellung Industrie des Sozialismus präsentierte. Sie schuf Büsten von Persönlichkeiten der russischen Kultur, so von Nikolai Gogol (1938) und Michail Lermontow (1939), und ein Porträt des Schauspielers Wassili Katschalow (1939), das 1940 auf der Kunstausstellung im Puschkin-Museum gezeigt wurde. Am 15. Juli 1941 nach Beginn des Deutsch-Sowjetischen Kriegs wurde in Tambow anlässlich des 100. Todestags Lermontows das Lermontow-Denkmal mit der Arbeit Rynsjunskajas eingeweiht, das das erste sowjetische Lermontow-Denkmal und das erste Literatur-Denkmal in Tambow war.
Während des Krieges schuf Ryndsjunskaja die Porträt-Skulptur der Heldin der Sowjetunion Jelisaweta Tschaikina. Die Gips-Version wurde 1942 auf der Ausstellung Der große vaterländische Krieg in der Tretjakow-Galerie gezeigt, während die Marmor-Ausführung 1943 in die Ausstellung Heldenhafte Front und Heimat kam. Am 12. Juli 1944 eröffnete die Tretjakow-Galerie eine Ausstellung der Werke Ryndsjunskajas, die ihr Lebenswerk charakterisieren, und der Maler Pawel Korin und Wassili Krainjow.
Ryndsjunskaja starb in Moskau am 10. Mai 1946 und wurde auf dem Armenischen Friedhof begraben. Gemäß ihrem letzten Willen kam ein kleiner Teil ihres Nachlasses in das Petrosawodsker Kunstmuseum der Republik Karelien. 1968 wurde auf Anweisung des Kulturministeriums der UdSSR ein Teil ihrer Werke aus dem Archiv der Kunstwerke der Stadt Sagorsk übergeben. Werke Ryndsjunskajas befinden sich in der Tretjakow-Galerie, im Staatlichen Historischen Museum, im Moskauer Staatlichen Ausstellungszentrum ROSISO, im Puschkin-Museum, im St. Petersburger Russischen Museum, im Lermontow-Museum Tarchany in der Oblast Pensa, in der Astrachaner Dogadin-Gemäldegalerie u. a. Ihr persönlicher Nachlass befindet sich im Russischen Staatlichen Archiv für Literatur und Kunst.